# Christian Greve (Fußballspieler)
Christian Greve (* 15. August 1965) ist ein ehemaliger deutscher Fußballspieler.

## Werdegang
Der Abwehrspieler Greve begann seine Karriere bei der DJK Arminia Ibbenbüren und wechselte als 15-Jähriger in die Jugend des FC Schalke 04. 1983 folgte der Wechsel zum VfL Osnabrück, wo er zwei Jahre lang ohne Einsatz in der Profimannschaft spielte. Greve kehrte daraufhin nach Ibbenbüren zurück und spielte ein Jahr für den Landesligisten Ibbenbürener Spvg. Danach wechselte er zum Verbandsligisten VfB Rheine, mit dem er zwei Jahre später in die Oberliga Westfalen aufstieg.
Im Sommer 1990 wechselte Greve dann zum ASC Schöppingen, mit dem er Vizemeister der Oberliga Westfalen hinter dem SC Verl wurde. Ein Jahr später zogen sich die Schöppinger aus finanziellen Gründen aus der Oberliga zurück und Greve ging zum Zweitligisten VfL Osnabrück. Am 26. Juli 1992 gab er beim 6:0-Sieg der Osnabrücker gegen den SV Waldhof Mannheim sein Zweitligadebüt. Für den VfL, der am Saisonende abstieg, absolvierte Greve 22 Zweitligaspiele und erzielte dabei ein Tor.
Er wechselte daraufhin zum Oberligisten Arminia Bielefeld, wo er in 17 Spielen drei Treffer erzielte und die Qualifikation der Arminia für die wieder eingeführte Regionalliga sicherte. Im Sommer 1996 ging Greve zum Verbandsligaaufsteiger TuS Ahlen, mit dem er ein Jahr später in die Oberliga und noch ein Jahr später in die Regionalliga aufstieg. Ab 1996 ließ er seine Karriere beim FC Eintracht Rheine ausklingen.
Später war Greve als Trainer bei Alemannia Salzbergen und Grün-Weiß Rheine aktiv.